# Llista d'agregadors de canals
| agregador      | enllaç                                                                                                 | Windows | en línia | app android | app iOS | connector chrome | gestió RSS | import OPML | export OPML | captació automàtica | vigència    | accés        | interfície en català | Referències i observacions                                               |
| -------------- | --- | ------- | -------- | ----------- | ------- | ---------------- | ---------- | ----------- | ----------- | ------------------- | ----------- | ------------ | -------------------- | ------------------------------------------------------------------------ |
| Bloglines      | http://www.bloglines.com                                                                               | no      | sí       | no          | sí      | no               | sí         | sí          | sí          | sí                  | 2003-2015   | semipagament | no                   |                                                                          |
| Digg Reader    | http://reader.dig.com%5BEnllaç+no+actiu%5D                                                             | no      | sí       | no          | no      | sí               | sí         | sí          | sí          | no                  | 2013-vigent | gratuït      | no                   |                                                                          |
| Feedly         | http://www.feedly.com                                                                                  | no      | sí       | sí          | sí      | sí               | sí         | sí          | sí          | sí                  | 2008-vigent | semipagament | no                   |                                                                          |
| FeedReader     | http://www.feedreader.com                                                                              | sí      | sí       | no          | no      | no               | sí         | sí          | sí          | no                  | 2001-vigent | gratuït      | sí                   |                                                                          |
| Google Reader  | http://reader.google.com Arxivat 2008-11-18 a Wayback Machine.                                         | no      | sí       | no          | no      | no               | sí         | sí          | sí          | no                  | 2007-2013   | gratuït      | sí                   |                                                                          |
| gReader        | https://play.google.cat/store/apps/details?id=com.noinnion.android.greader.reader%5BEnllaç+no+actiu%5D | no      | no       | sí          | no      | no               | sí         | sí          | sí          | sí                  | 2014-vigent | semipagament | sí                   |                                                                          |
| Liferea        | |         |          |             |         |                  |            |             |             |                     |             |              |                      |                                                                          |
| Netvibes       | http://www.netvibes.com                                                                                | no      | sí       | no          | sí      | sí               | sí         | sí          | sí          | sí                  | 2005-vigent | semipagament | no                   |                                                                          |
| The Old Reader | http://www.theoldreader.com                                                                            | no      | sí       | sí          | sí      | sí               | sí         | sí          | no          | no                  | 2013-vigent | semipagament | sí                   |                                                                          |
| Nuzzel         | http://www.nuzzel.com                                                                                  | no      | sí       | sí          | sí      |                  | no         | no          | no          | sí                  | 2013-vigent | semipagament | no                   | Basat en els continguts més compartits a les xarxes que segueix l'usuari |
| Inoreader      | https://www.inoreader.com                                                                              | no      | sí       | no          | no      | sí               | sí         | sí          | sí          | sí                  | vigent      | semipagament | sí                   |                                                                          |